# Assénovgrad
Assénovgrad (en bulgare : Асеновград ; jusqu'en 1934, Stanimaka) est une ville de la province de Plovdiv, en Bulgarie.
La ville est célèbre pour ses nombreuses églises, monastères et chapelles, et souvent appelée « La Petite Jérusalem ». Elle est aussi connue comme « La Ville de robes de mariée » en raison du grand nombre d'ateliers et de boutiques de robes de mariage et des accessoires.

## Géographie

### Géographie physique
Assénovgrad se trouve à 55 km à l'ouest-sud-ouest de Dimitrovgrad et à 158 km au sud-est de Sofia.

### Géographie humaine
Recensements ou estimations de la population :
| 1946   | 1956   | 1965   | 1975   | 1985   | 1992   |
| ------ | ------ | ------ | ------ | ------ | ------ |
| 20 952 | 25 265 | 37 433 | 42 962 | 47 061 | 52 360 |

| 2001   | 2005   | 2011   | 2015   | 2021   | 2022   |
| ------ | ------ | ------ | ------ | ------ | ------ |
| 51 936 | 52 098 | 50 590 | 49 050 | 47 815 | 45 473 |

## Histoire
Assénovgrad a été fondée au IVe siècle av. J.-C. par les Thraces, qui la nommaient Stenimahos. En 72 av. J.-C., la ville fut conquise par les Romains lors de leur expansion vers de la mer Noire. Après une longue période de paix, la ville fut détruite par les Goths en 251, puis reconstruite. En 395, l'Empire romain fut divisé en deux et la ville passa sous le contrôle de l'Empire byzantin. Dès lors et jusqu'au VIIe siècle, les populations bulgares migrèrent pour devenir majoritaires dans la région.
Pendant les guerres entre la Bulgarie et l'Empire byzantin, la ville devint un bastion militaire majeur pour les chefs bulgares. En 1230, en raison de la détérioration des relations avec l'Empire byzantin, le tsar bulgare Ivan Asen II renforça la forteresse locale Stanimaha. C'est pour cette raison que la cité fut nommée en 1934 « la cité d'Asen ».
Sous l'occupation ottomane, Stanimaha fut administrée par les musulmans, qui représentent aujourd'hui 20 % de la population de la ville, les autres étant chrétiens orthodoxes.
La forteresse d'Assén (Assénova krépost), une forteresse médiévale bulgare située à quelques kilomètres de Assénovgrad, est le symbole de la ville.

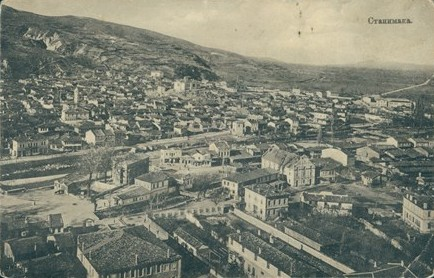
Vue de la ville en 1924
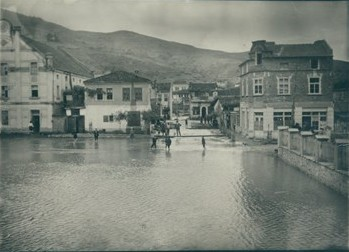
L'inondation de 1924

## Personnalités liées à la ville
- Ivan Kirkov (1932-2010), peintre et illustrateur bulgare.
- Chrístos Tsoúntas (1857-1934), archéologue grec, né à Stanimaka.
- Yordan Mitkov (1956-), champion olympique d'haltérophilie en 1976, né à Assénovgrad.
- Sevdalin Marinov (1968-), champion olympique d'haltérophilie.

## Jumelages
La ville d'Assénovgrad est jumelée avec :
- Kilkís (Grèce) depuis 1989
- Náoussa (Grèce) depuis 1999
- Prilep (Macédoine) depuis 1993
- Pergame (Turquie) depuis 1992
- Stary Oskol (Russie) depuis 2008

## Galerie

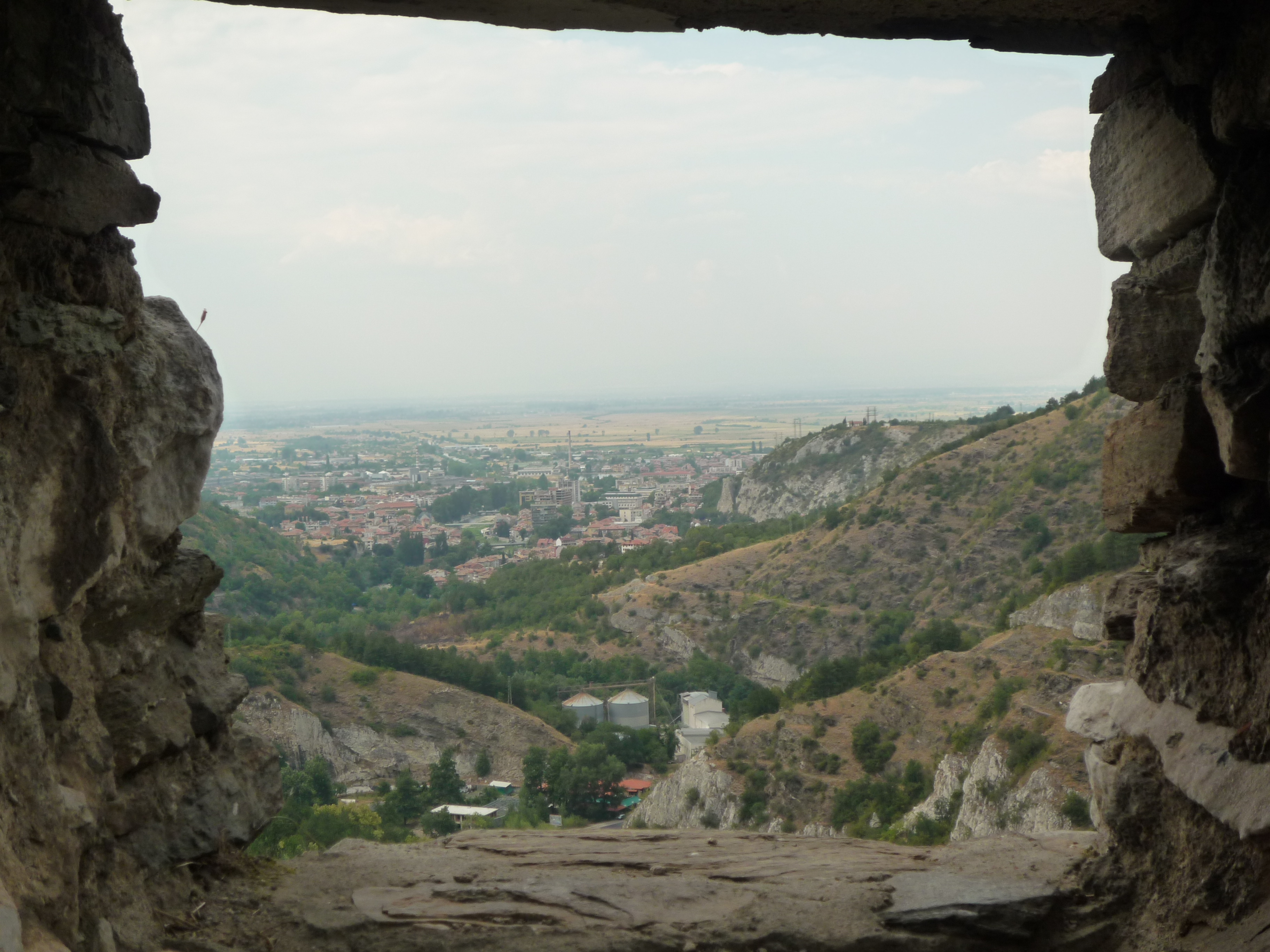
Vue panoramique de la ville
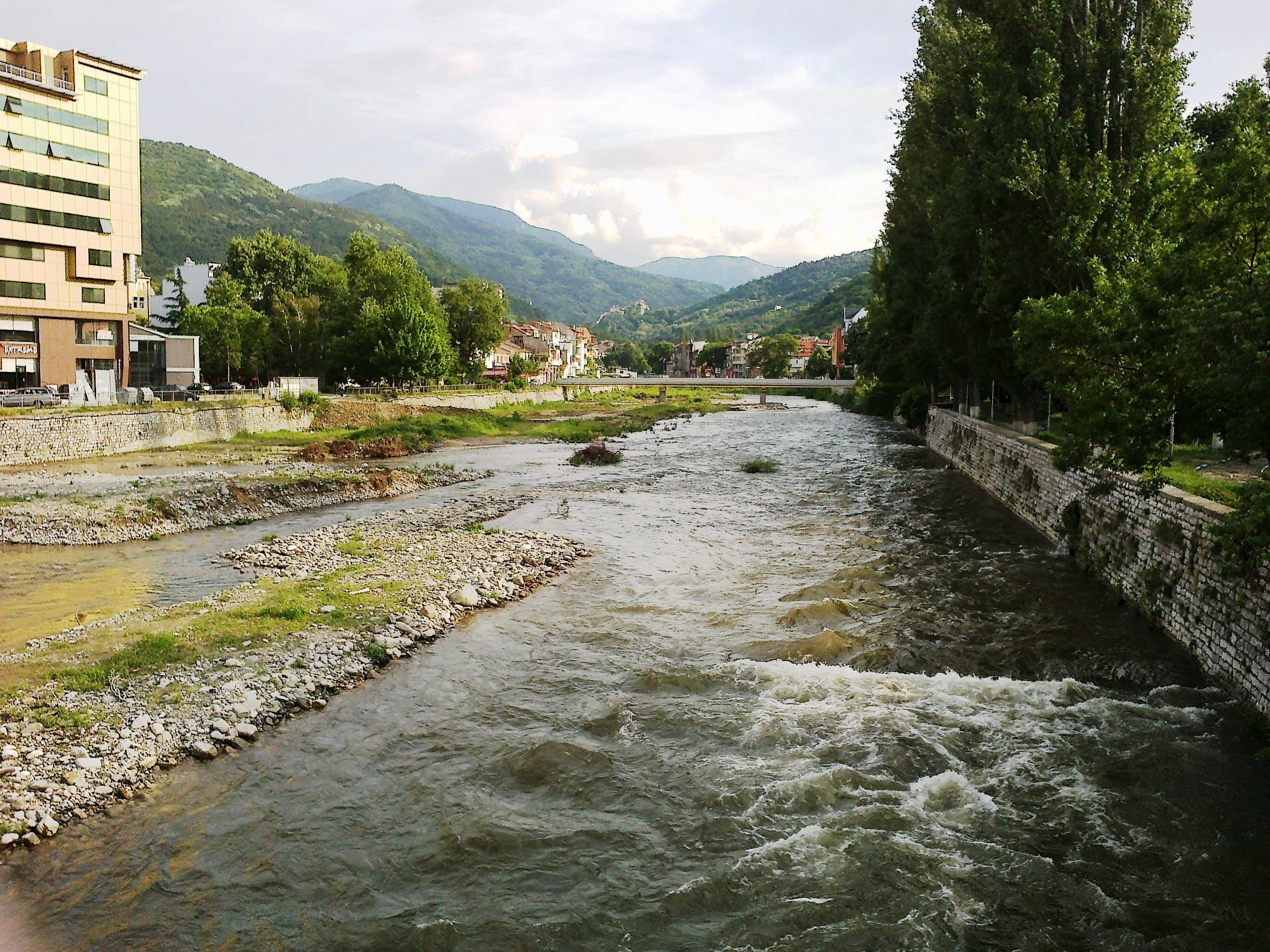
La rivière
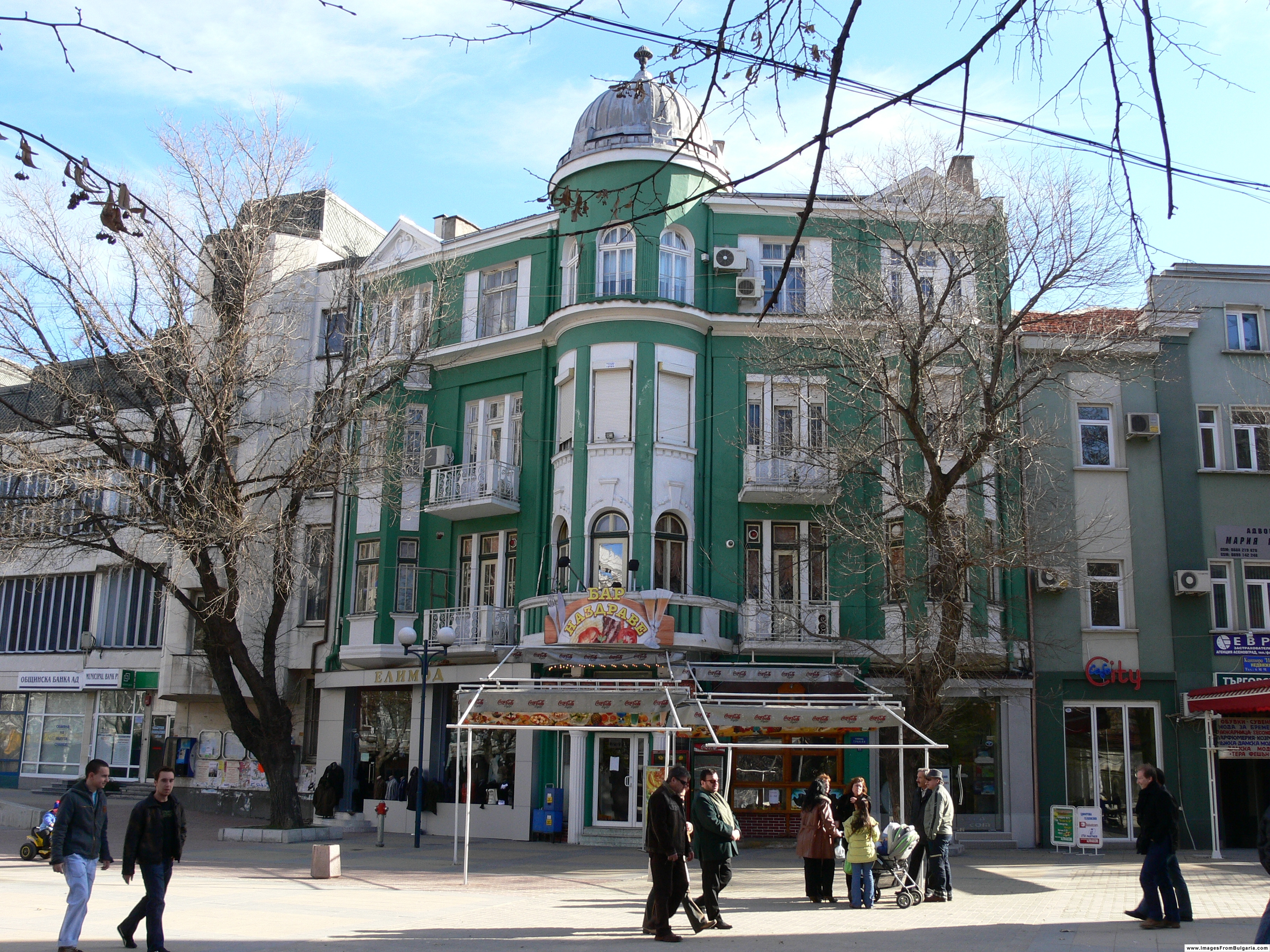
Vue d'une partie de la place centrale
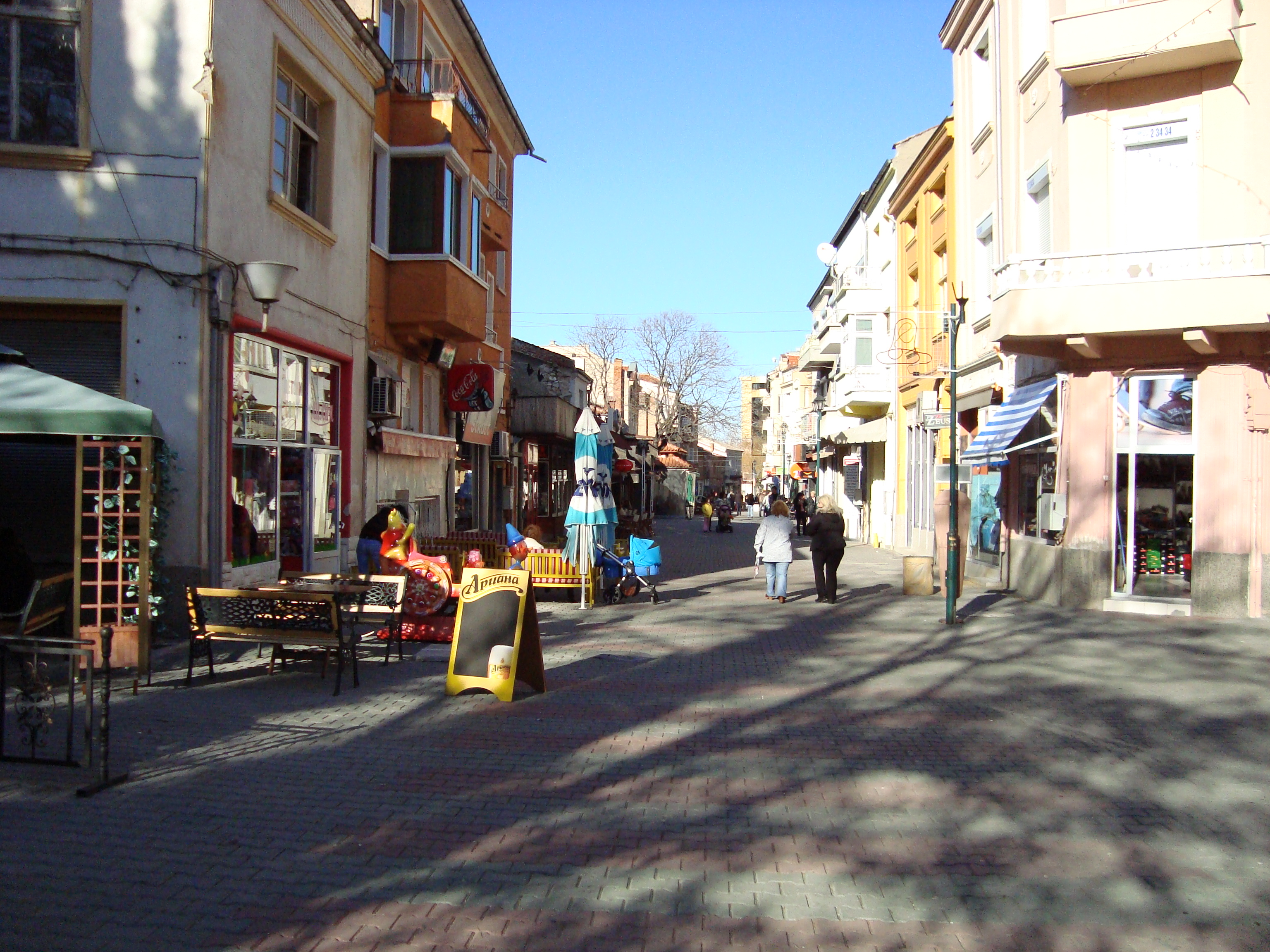
La rue principale
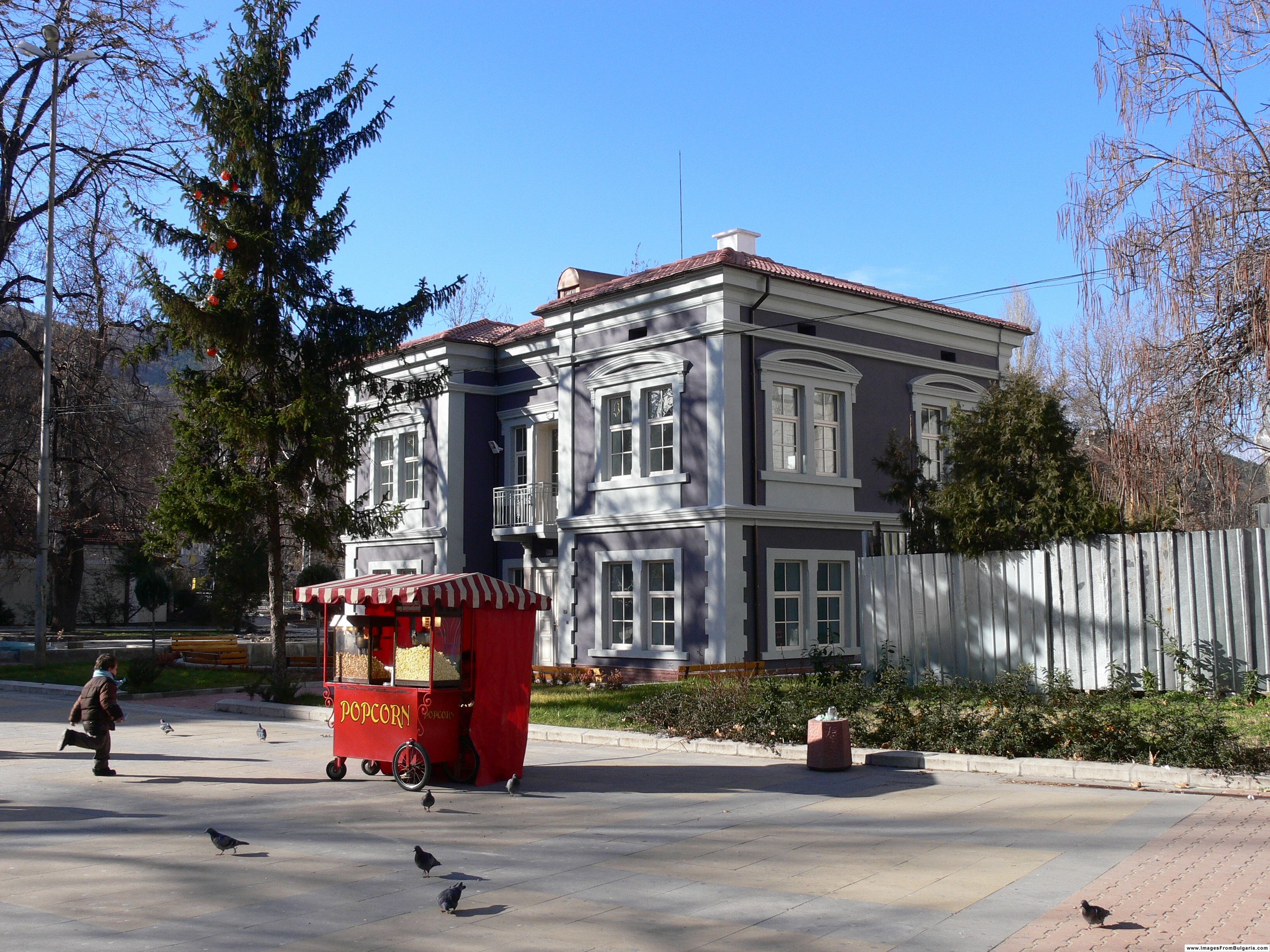
Scène de rue
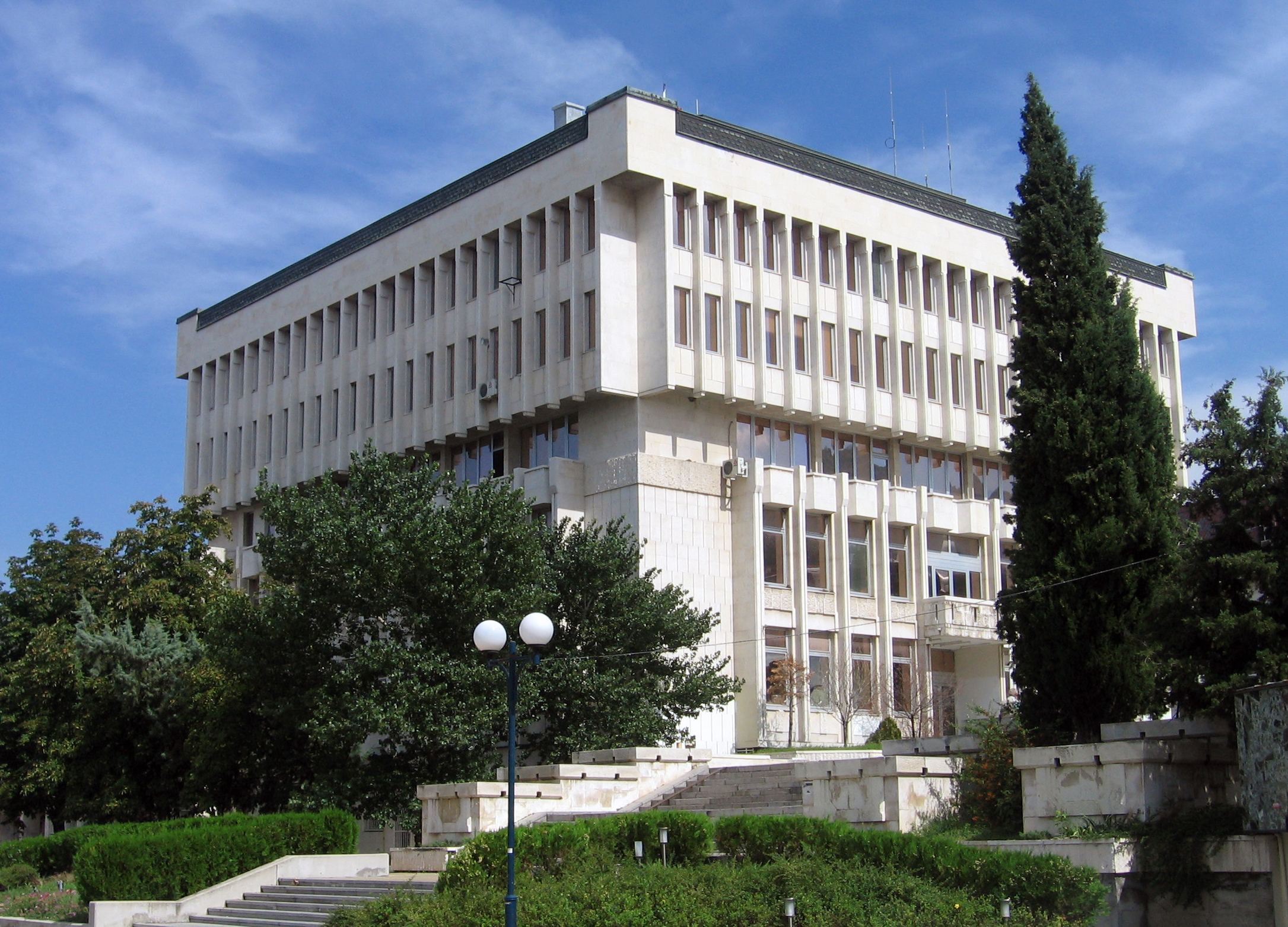
L'hôtel de ville
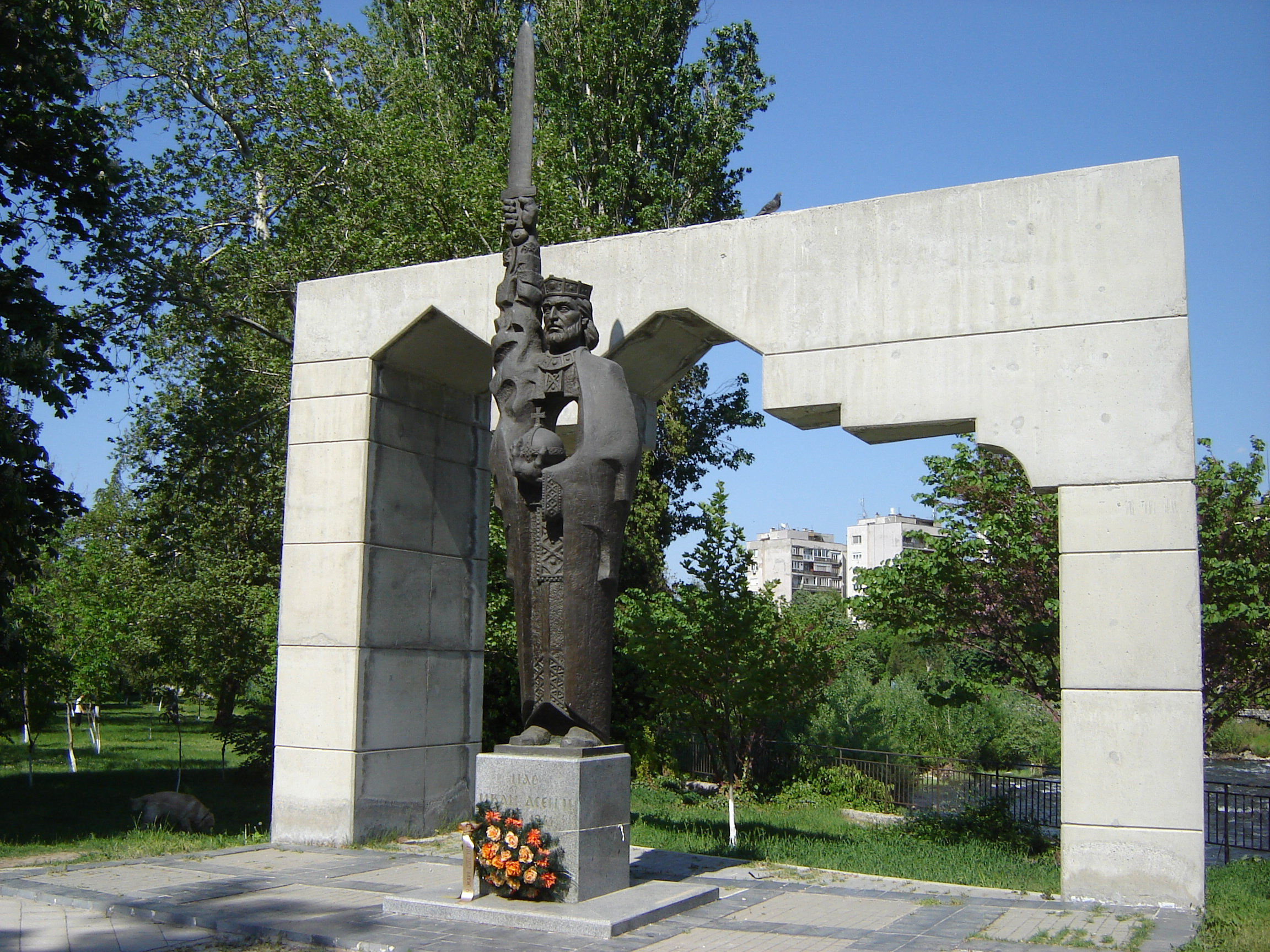
Le munument à la mémoire du Tsar Ivan Assén II
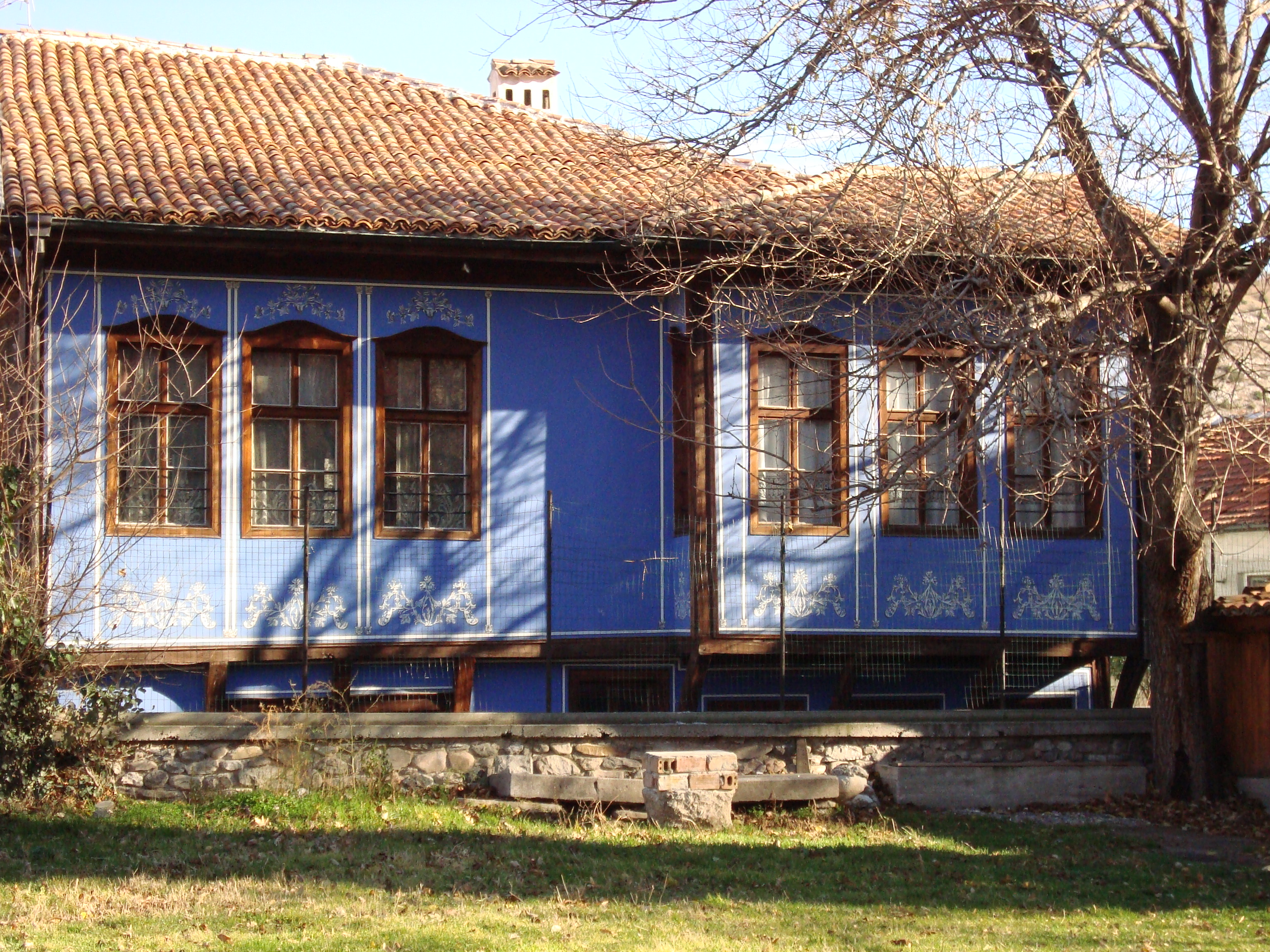
Le musée ethographique
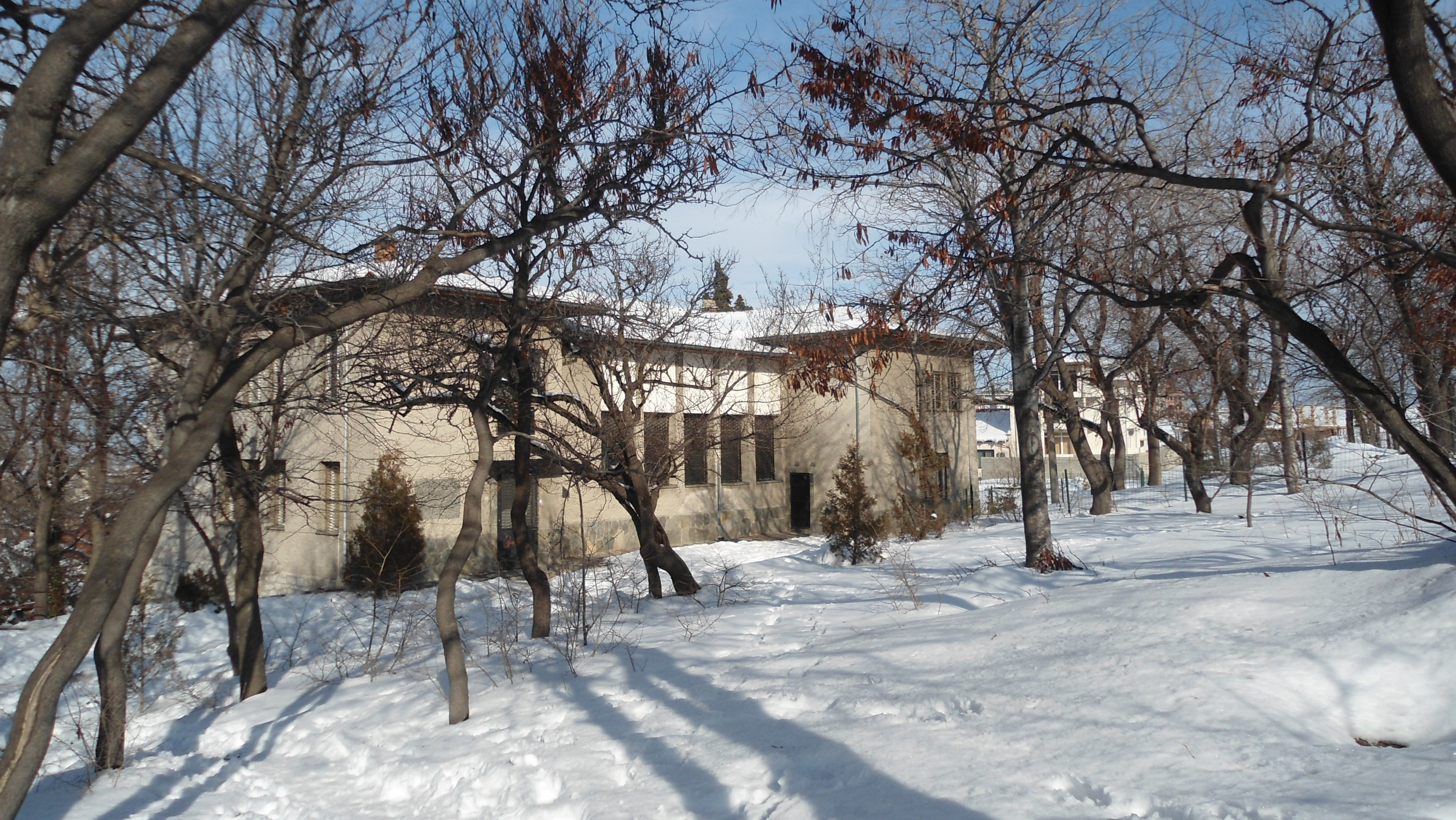
Le musée paléontologique
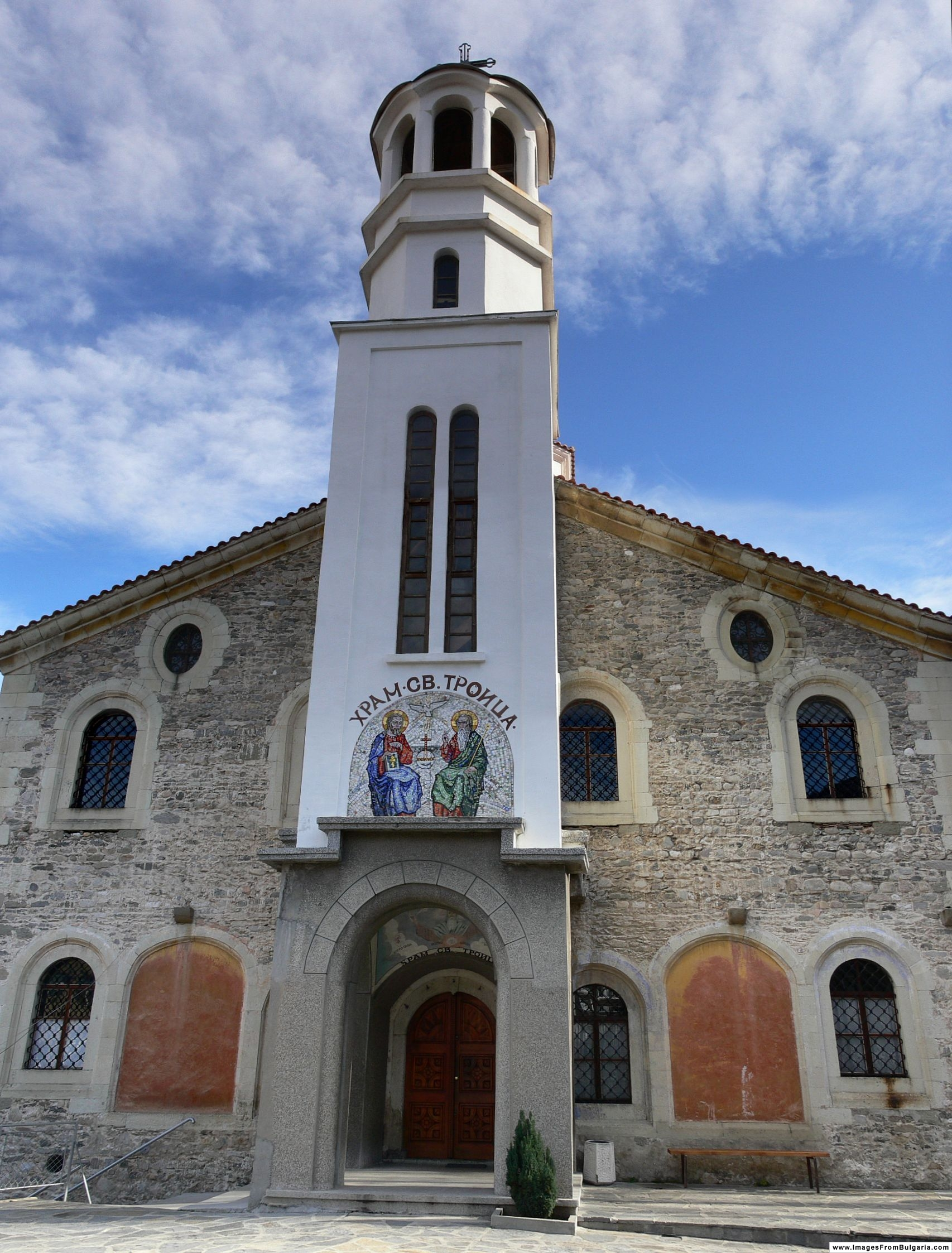
Église de la Sainte Trinité (construite entre 1857–1862)
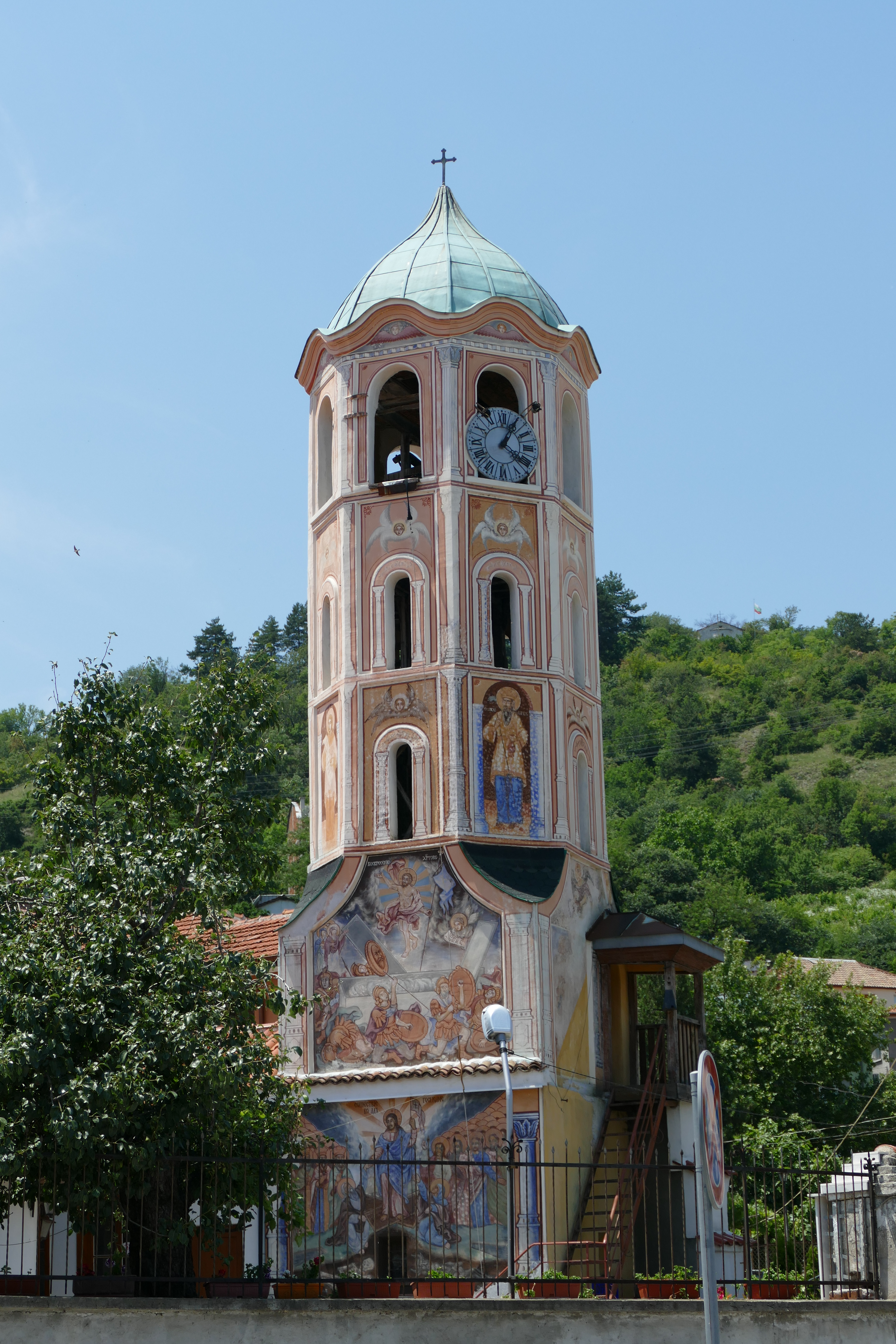
Église de la Sainte-Mère de Dieu
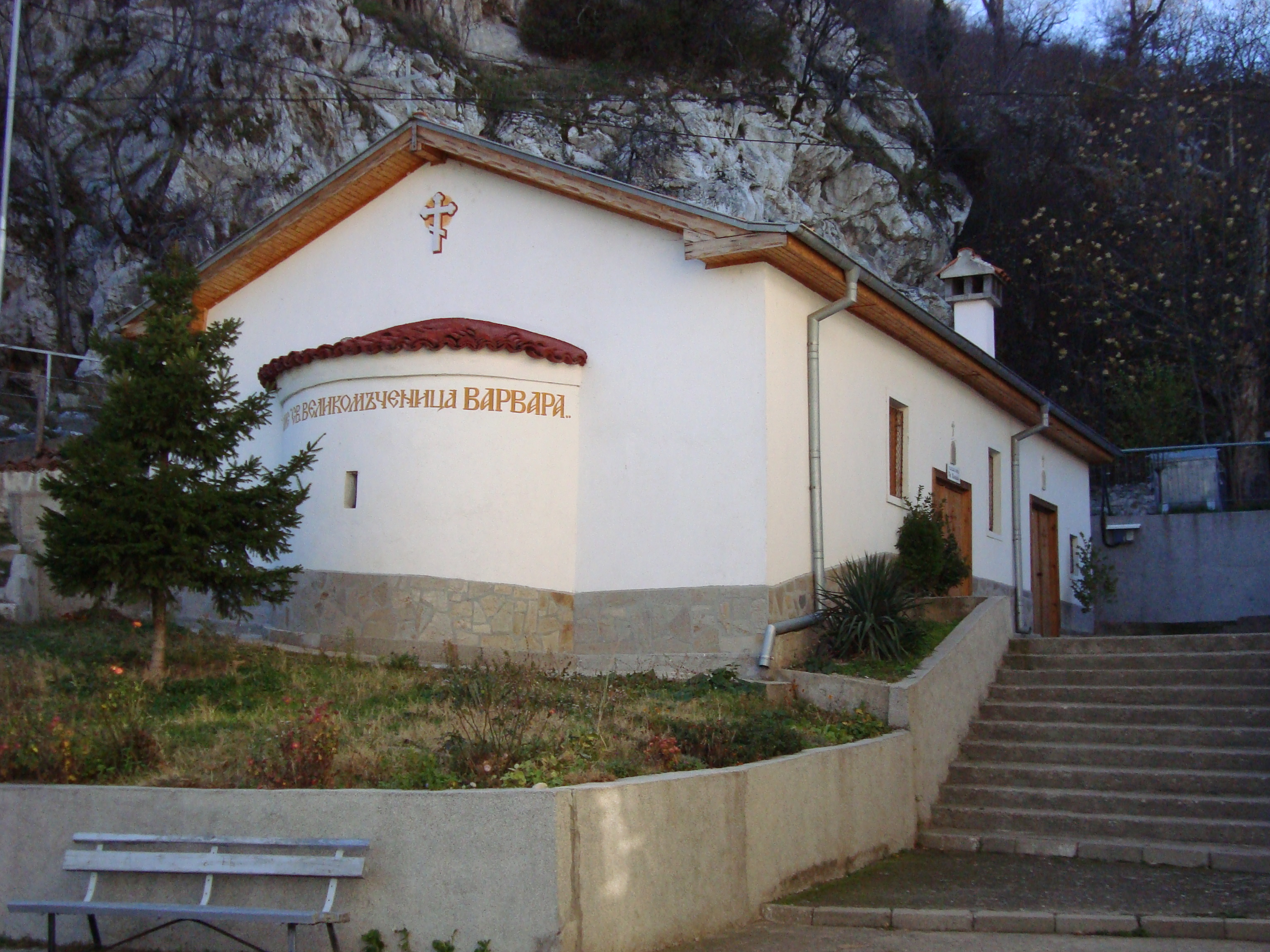
Chapelle Grande martyre Barbara